# Oxychloe castellanosii
Oxychloe castellanosii là một loài thực vật có hoa trong họ Juncaceae. Loài này được Barros mô tả khoa học đầu tiên năm 1950.